# Bengali zébré
Amandava subflava
Espèce
Statut de conservation UICN

 LC  : Préoccupation mineure
Le Bengali zébré (Amandava subflava) est une espèce de passereaux appartenant à la famille des Estrildidae.

## Description
Cet oiseau mesure environ 9 cm de longueur. Il présente un léger dimorphisme sexuel, la femelle ayant un plumage plus terne que le mâle.
Les parties supérieures sont brun olive et les inférieures jaune vif, la poitrine est orange et le croupion rouge, un trait de cette couleur passe au niveau de chaque œil marron. Le bec est rouge et les pattes marron.

## Répartition
Le Bengali zébré vit en Afrique au sud du Sahara à l'exception de l'extrême sud.

## Habitat
Cette espèce fréquente les pâturages et les cultures.